# Amphilestidae
Die Amphilestidae sind eine Gruppe ausgestorbener Säugetiere (Mammalia), die im Mittleren und Oberen  Jura lebten.

## Merkmale
Die Amphilestidae wie einige andere mesozoische Säugetiere (die als Eutriconodonta zusammengefasst werden), durch drei hintereinander angeordnete Höcker auf jedem Molar (Backenzahn) charakterisiert. Im Gegensatz zu den Triconodontidae ist bei ihnen allerdings der mittlere Höcker deutlich größer als die beiden anderen und die nutartige Verbindung zwischen den Backenzähnen fehlt. Amphilestes, die namensgebende Gattung, dürfte im Unterkiefer pro Kieferhälfte vier Schneidezähne, einen Eckzahn, vier Prämolaren und fünf Molaren besessen haben. Außer Zähnen und Kieferteilen sind keine Funde dieser Tiere bekannt, die Funde deuten jedoch eine fleischfressende Lebensweise an.

## Systematik
Die spärlichen Fossilien erschweren eine genaue Abgrenzung der Amphilestidae sowie deren systematische Einordnung. Ein dreihöckriger Bau der Molaren ist auch von zahlreichen anderen mesozoischen Säugetieren bekannt, ob diese Tiere eine natürliche Gruppe (Eutriconodonta) oder lediglich konvergente Entwicklungen darstellen, ist umstritten. Auch ihre Stellung in der Systematik der Säugetiere ist unklar, es dürfte sich aber um einen relativ frühen, spezialisierten Seitenzweig gehandelt haben. Mit den heutigen Säugern sind sie nicht näher verwandt.
Zweifelsfrei nahe miteinander verwandt sind nur die Gattungen Amphilestes und Phascolotherium, die beide im mittleren Jura lebten und von Richard Owen in England entdeckt wurden. Andere Gattungen, die mit Vorbehalt in diese Gruppe eingeordnet werden, sind Aploconodon, Comodon und Triconolestes (alle aus dem Oberjura Nordamerikas), Liaotherium (aus dem Mitteljura Chinas) und Tendagurodon, die in Tendaguru (Tansania) entdeckt wurde und ein Anzeichen dafür sein könnte, dass diese Tiere auch im ehemaligen Südkontinent Gondwana verbreitet waren.